# تشاك دالتون
تشاك دالتون (1 سبتمبر 1927 في كندا - 12 يناير 2013) هو لاعب كرة سلة كندي في مركز الوسط. شارك في الألعاب الأولمبية الصيفية 1952.

## وصلات خارجية
- تشاك دالتون على موقع الاتحاد الدولي لكرة السلة (الإنجليزية)
- تشاك دالتون على موقع سبورتس رفرنس (الإنجليزية)
- تشاك دالتون على موقع أوليمبيديا (الإنجليزية)